# Вільнюська конференція

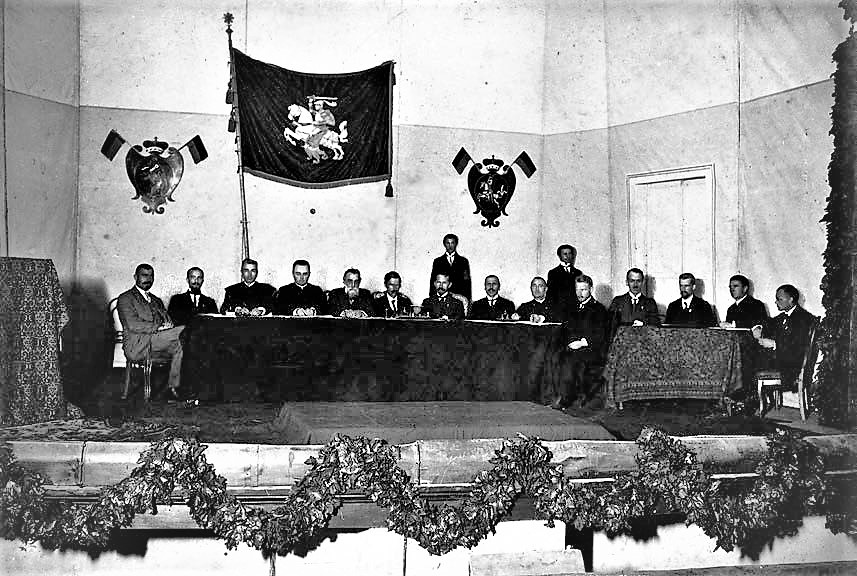
Президія та секретаріат: Пяліксас Бугайлішкіс, Казіс Бізаускас, Казімерас Шауліс, Юстінас Стаугайтіс, Йонас Басанавічюс, Стяпонас Кайрис, Йонас Вілейшіс, Антанас Сметона, Повилас Догяліс, Юозас Пакніс, Юргис Шауліс, Миколас Біржішка, Юозас Станкявічюс, Петрас Клімас

Вільнюська конференція (лит. Vilniaus konferencija) — з'їзд литовських делегатів в Вільнюсі 18-22 вересня 1917, скликаний з дозволу німецької окупаційної влади, своїми рішеннями поклав початок створенню литовської держави та обрав Раду Литви з 20 осіб.

## Історія
Конференція проходила під керівництвом Йонаса Басанавічюса в будівлі Театру на Погулянці за участю делегатів, запрошених організаційним комітетом (склад: Миколас Біржішка, Петрас Клімас, Антанас Сметона, Йонас Станкявічюс, Юргіс Шауліс), оскільки німецька влада проведення виборів не дозволила. Комітет прагнув зібрати представників різних верств та політичних поглядів, по 5-8 делегатів від кожного повіту Литви. Із запрошених 264 делегатів в конференції взяло участь 214 осіб.

## Пам'ять

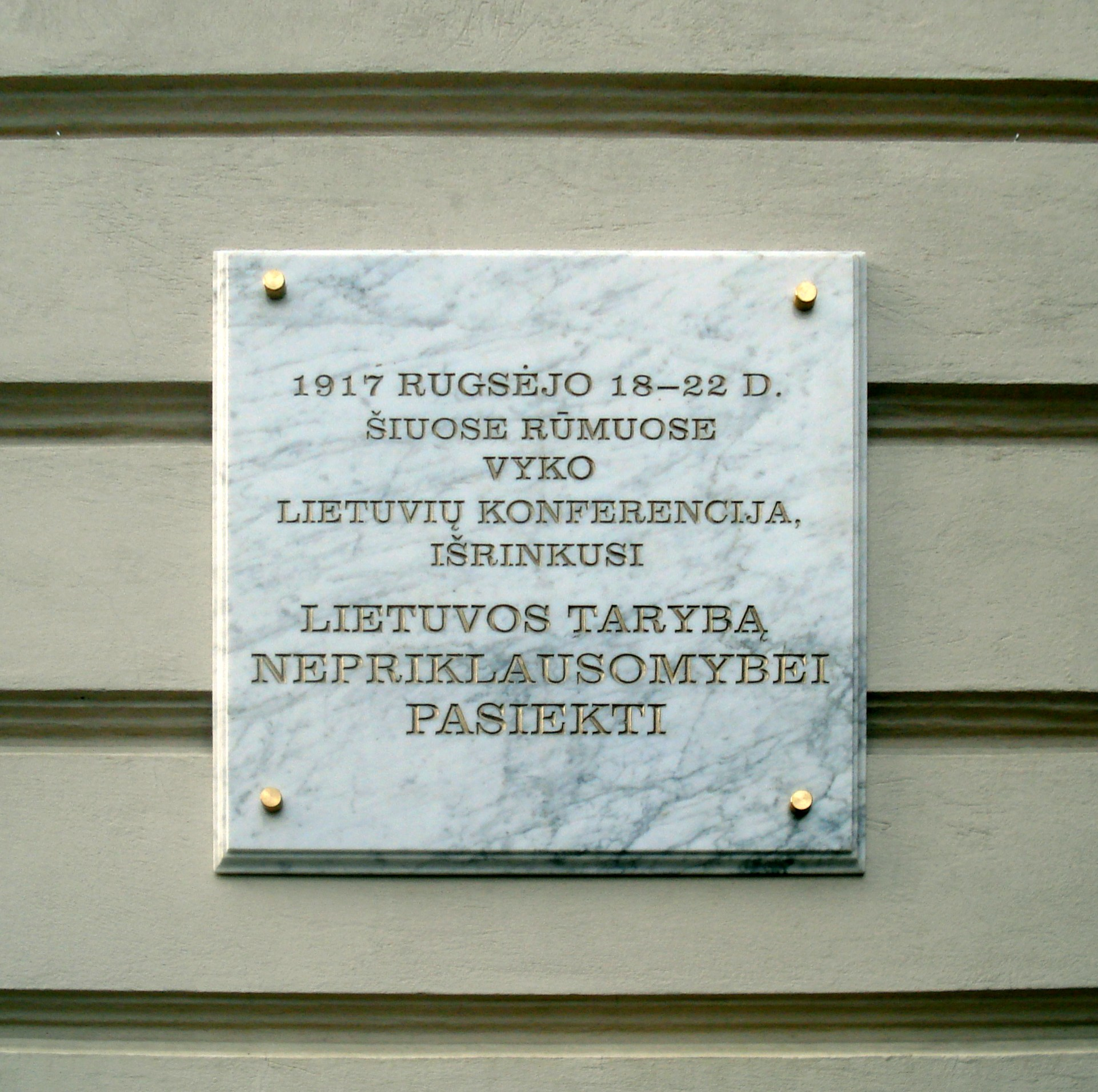
Меморіальна плита

17 вересня 2007 на будівлі колишнього театру на Погулянці (нині Російський драматичний театр Литви) на вулиці Басанавічяус (Jono Basanavičiaus g. 13) в Вільнюсі за участю президента Валдаса Адамкуса була відкрита меморіальна плита. 